# Pinzgauer Hütte
Die Pinzgauer Hütte ist eine Schutzhütte der Naturfreunde Österreichs auf 1700 m ü. A. in den Kitzbühler Alpen (Salzburg), etwas westlich des Zellersees und des Zeller Hausberges Schmittenhöhe (1965 m ü. A.).
Sie liegt auf einer großen Lichtung knapp südlich der Kesselscharte im östlichen Teil des Pinzgauer Spaziergangs (Abschnitt des Zentralalpenweges), nur 1½ km Luftlinie vom Gipfel der Schmittenhöhe und deren Bergstation entfernt.
Die Hütte wird von den österreichischen Naturfreunden bewirtschaftet und hat 6 Zweibett-, 5 Vierbettzimmer und 14 Plätze am Matratzenlager. Geöffnet ist sie von Anfang Juni bis Mitte Oktober, im Winter von Weihnachten bis Mitte April. 
Erreichbarkeit:
- Im Sommer von Piesendorf aus in 2 Stunden; von der Schmittenhöhebahn ½ Stunde.
  - Übergang zur Bürglhütte 6 bis 7 Stunden
- Im Winter mit Tourenschi ebenfalls 2 Stunden
  - von Zell am See/Schüttdorf mit der Areitbahn, Schiabfahrt zur Talstation Kapellenbahn, dann 1 km.

Nahe Berggipfel:
- Maurerkogel (2074 m), 1 Stunde
- Gernkogel (2153 m und 2175 m), 2 bis 2½ Stunden.